# 127 Johanna
127 Johanna är en asteroid upptäckt 5 november 1872 av astronomen Prosper Henry i Paris. Asteroiden har troligen fått sitt namn efter Jeanne d'Arc.
Ockultationer har observerats flera gånger.